# 宣威镇
宣威镇，是中华人民共和国贵州省黔东南苗族侗族自治州麻江县下辖的一个乡镇级行政单位。

## 行政区划
宣威镇下辖以下地区：
宣威社区、光明村、卡乌村、平定村、甲树村、比户村、翁保行政中心村、岩莺村、瓮袍行政中心村、基东行政中心村、龙江行政中心村、琅琊村、中寨村、笔架行政中心村、富江行政中心村、城中行政中心村、咸宁村和腊白村。